# ورزشگاه المپیک کاراکاس
ورزشگاه المپیک کاراکاس یک ورزشگاه چندمنظوره (فوتبال، دو و میدانی، راگبی) است که عمدتاً برای فوتبال در کاراکاس، ونزوئلا استفاده می‌شود، که همچنین ورزشگاه خانگی باشگاه فوتبال کاراکاس، باشگاه فوتبال دپورتیوو لا گوایرا، باشگاه فوتبال متروپولیتانوس و یونیورسیداد سنترال است. ظرفیت این ورشگاه ۲۳٬۹۴۰ نفر است.

## تاریخ
این ورزشگاه توسط معمار ونزوئلایی کارلوس رائول ویلانوئوا طراحی شده‌است. در سال ۱۹۵۱ افتتاح شد و در سال ۲۰۰۷ بازسازی شد. همچنین قبلاً زمین بازی یونیون بود.
این ورزشگاه میزبان رویدادهای مهمی مانند جام لیبرتادورس، بازی‌های پان آمریکای ۱۹۵۳ و مسابقات مقدماتی جام جهانی آمریکای جنوبی، و همچنین کوپا مرکونورته سابق و مسابقات کوپا آمریکا بوده‌است.
چندین تیم مهم فوتبال مانند اینتر میلان، آ.ث. میلان، رئال مادرید، اتحاد جماهیر شوروی، آرژانتین و برزیل در این ورزشگاه حضور داشته‌اند.
فینال کوپا آمریکا ۱۹۷۵ بین پرو و کلمبیا نیز در این ورزشگاه برگزار شد.
در سال ۲۰۰۹، ایروسمیث اولین بازیگری بود که در ورزشگاه المپیک بازی می‌کرد. کنسرت به دلیل عفونت زانوی جو پری گیتاریست اصلی لغو شد.

## بازی‌های کوپا آمریکا

### کوپا آمریکا ۱۹۷۵
ورزشگاه المپیک محل برگزاری پلی آف فینال کوپا آمریکا ۱۹۷۵ بود:
| تاریخ         | تیم ۱ | نتیجه | تیم ۲  | دور            |
| ------------- | ----- | ----- | ------ | -------------- |
| ۲۸ اکتبر ۱۹۷۵ | پرو   | ۰-۱   | کلمبیا | فینال (پلی آف) |

### کوپا آمریکا ۲۰۰۷
این ورزشگاه یکی از مکان‌های برگزاری مسابقات کوپا آمریکا ۲۰۰۷ بود. بازی رده‌بندی برای مقام سوم در این ورزشگاه برگزار شد:
| تاریخ         | تیم ۱   | نتیجه | تیم ۲ | دور     |
| ------------- | ------- | ----- | ----- | ------- |
| ۱۴ ژوئیه ۲۰۰۷ | اروگوئه | ۳-۱   | مکزیک | رده‌بندی |